# Земля й залізо
«Земля й залізо» — третя поетична збірка Євгена Маланюка, що вийшла друком у Парижі в 1930 році.
Збірка віршів «Земля й залізо» — відгук на події перших визвольних змагань, в розділі «Від автора» Євген Маланюк пише: «Книга ця — висушена гарячим вітром історії, обезбарвлена їдкими кислинами спізнілої, ретроспективної мудрости. Але в цій книзі скудної лірики й ослабленого мелосу мусить хоч зрідка розкриватися Софія страсної й темної історії України: роки 1918, 19 й 20 освітили її особливим, незабутнім світлом.»